# آبجوسازی آفریقای جنوبی
آبجوسازی آفریقای جنوبی (انگلیسی: South African Breweries) شرکت نوشیدنی در آفریقای جنوبی است، که در سال ۱۸۹۵ تأسیس شد و هم‌اکنون زیرمجموعه‌ای از شرکت انهایزر-بوش اینبیف می‌باشد.